# Tongeren
Tongeren (holland, franciául: Tongres, németül: Tongern) Belgiumban, a flandriai Limburg tartományban található város. Az egyik legrégebbi település a mai Belgium területén, a római időkben mint Atuatuca Tungrorum volt ismert, és a Gallia Belgica tartomány Tungri körzetének volt a székhelye.

## Története

### Atuatuca Tungrorum

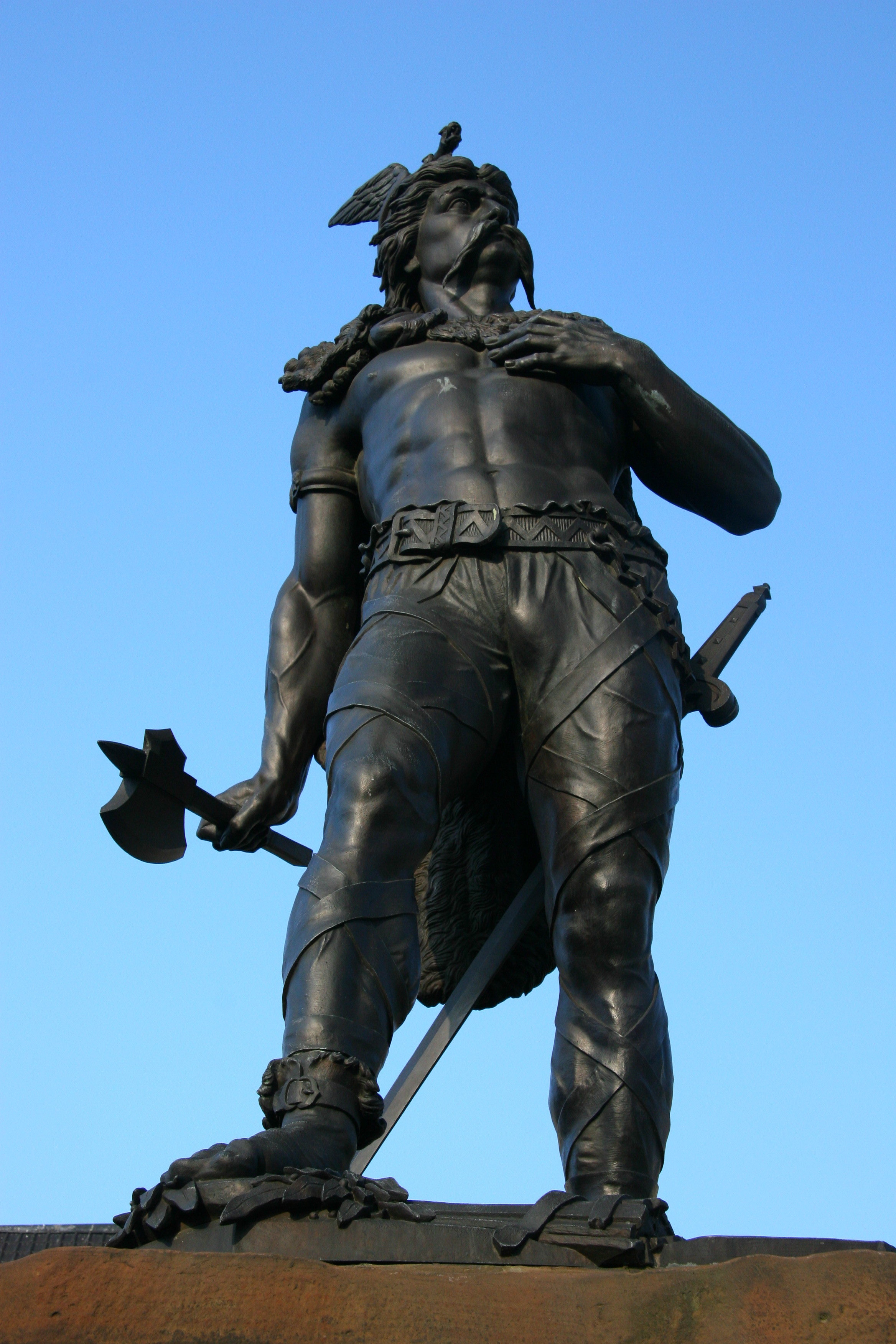
Ambiorix szobra Tongeren főterén

A római hódítást megelőzően Tongeren környéke az egyik belga törzs, az eburók szállásterülete volt. A római megszállás után a törzs vezetője, Ambiorix fellázította népét és Julius Caesar csapataira támadt. A felkelés kezdeti sikerei után (Ambiorixnak sikerült egy teljes római légiót – csellel – megsemmisíteni Atuatuca közelében) maga Caesar vonult a felkelők ellen és szinte a teljes törzset kiirtotta. Maga Ambiorix megmenekült, mert a befagyott Rajnán keresztül átmenekült Germániába, az eburó törzs helyét a Rómának behódolt Tungri törzs vette át.
A környéken állomásozó római légiók tábora hamarosan jelentős településsé fejlődött Atuatuca Tungrorum néven, amit részben szerencsés helyzetének is köszönhetett: a Bagacum-ot (Bavay) Colonia Agrippina (Köln) városával összekötő út mellett feküdt és a Hesbaye régió termékeny földjei vették körül. A város hamarosan az i.sz. 1. sz. egyik legnagyobb gallo-román tartományi és katonai központjává fejlődött. I. sz. 70-ben jelentős károkat szenvedett, amikor a Batavians törzs ostrom alá vette a várost. A 2. sz.-ban megépültek a várost védelmező falak, amelynek maradványai ma is láthatók. A város átvette a korra jellemző római építészeti stílust és környékén a gazdag polgárok építették fel villáikat.

### Kora középkor
A 4. században alakult meg az egyik első németalföldi egyházmegye Tongeren körül, a terület előtte a Trieri, majd később a Kölni egyházmegye fennhatósága alá tartozott. Az első tongereni püspök Szent Szerváciusz volt, aki 344-ben vagy 345-ben foglalta el hivatalát. A püspökség határait a "Civitas Tungrorum" rögzítette és 1559-ig változatlanok maradtak.
Az 5. században a térség a germán népek támadásainak egyik célpontja lett: i. sz. 406-ban a vandálok, az alánok és a szvébek átlépték a Rajnát és megtámadták és időlegesen elfoglalták a galliai római tartományokat. Bár Rómának ekkor még sikerült visszaverni a támadást, a püspökséget hosszú ideig nem tudták újjászervezni. A római birodalom szétesése után a frankok uralma alá került a város és környéke, akiket i.sz. 6. sz. első felében Falco térített (részben) keresztény hitre. A későbbi püspökök sokat küzdöttek a maradék helyi pogányok ellen, Szent Amandusz (647-50) kétségbeesésében lemondott a püspöki székről, akárcsak utóda, Szent Remakulusz (650-60). A következő püspök, Szent Teodárd (660-69) mártírhalált szenvedett el. A pogányok megtérítését csak Szent Lambert (669–705?) püspök tudta befejezni. Utóda, Szent Hubertusz, Liège városába helyezte át a püspökség székhelyét, bár a püspökök továbbra is a Tongresi vagy a Tongres és Liège-i egyházmegye püspöke címet viselték hivatalosan.

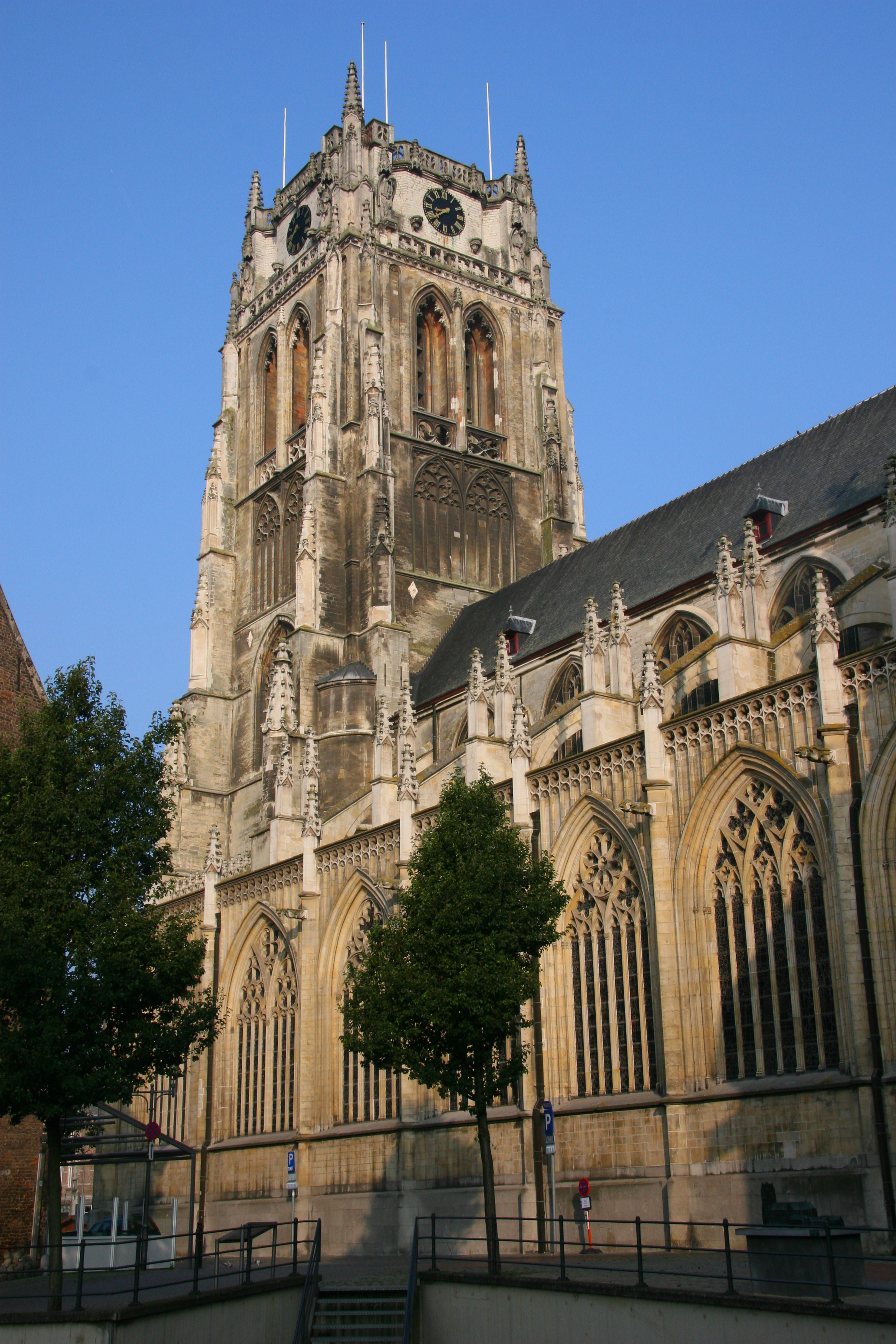
Az Onze-Lieve-Vrouwe katedrális, amelynek harangtornya az UNESCO világörökség része

A Meroving uralkodók korából (5–8. sz.) kevés információ maradt fenn Tongeren történetét illetően. A Karoling dinasztia alatt került sor egy új templom felépítésére, illetve rendház megalapítására. Ezeket a régi püspöki rezidencia helyére építették, ahol ma a bazilika épülete is áll.
A bazilika építése a 13. században kezdődött, a korra jellemző gótikus stílusban, ezzel egy időben más, világi célú épületek is megjelentek a város egyházi központjában: piacok és kereskedők, kórházak, valamint művészek lakhelyei. Szintén ebben az időben épült a középkori városfal, számos új templom, apátság, illetve a begina-ház. A szépen fejlődő város a Liège-i Püspökség egyik jeles városa (“bonnes villes”) lett.

### A 17. századtól napjainkig
1677-ben a várost szinte teljesen kifosztották és felégették XIV. Lajos francia király katonái, és ezt a pusztítást a várost szinte sosem tudta teljesen kiheverni. Jelentős újjáépítés csak a belga függetlenség kivívása, 1830 után kezdődött.
Napjainkban Tongerenben szép számmal láthatók a múlt emlékei. A város megtartotta helyi pozícióját, hiszen a limburgi tartományi bíróság székhelye itt található.

## Földrajzi adottságai

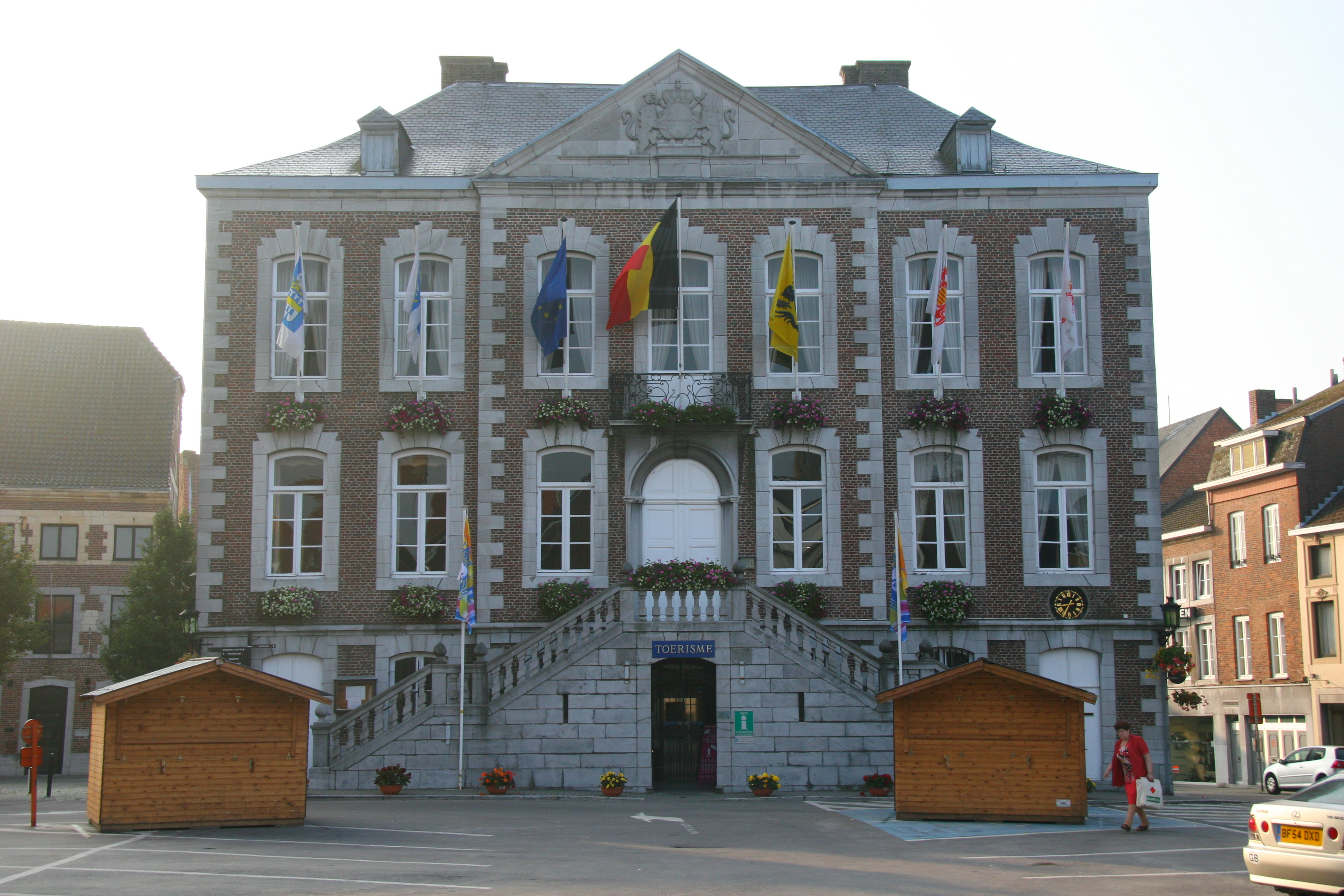
A tongereni városháza, amelynek alagsorában a turistairoda működik.

Tongeren városa kb. 15 km-re északra található Liège-től, míg ugyanekkora távolságra nyugatra hollandiai Maastricht-tól és kb. 20 km-re délre Hasselttől. A város a Jeker-folyó és a Rooy-patak folyása között fekszik. A város központja a tengerszint felett kb. 105 magasságban van.
A város a Haspengouw (holland) v. La Hesbaye (francia) régióban található, amely a sűrűn lakott és iparosodott Belgium egyik legvidékiesebb, leginkább érintetlen természettel rendelkező tájegysége.

## Látnivalók

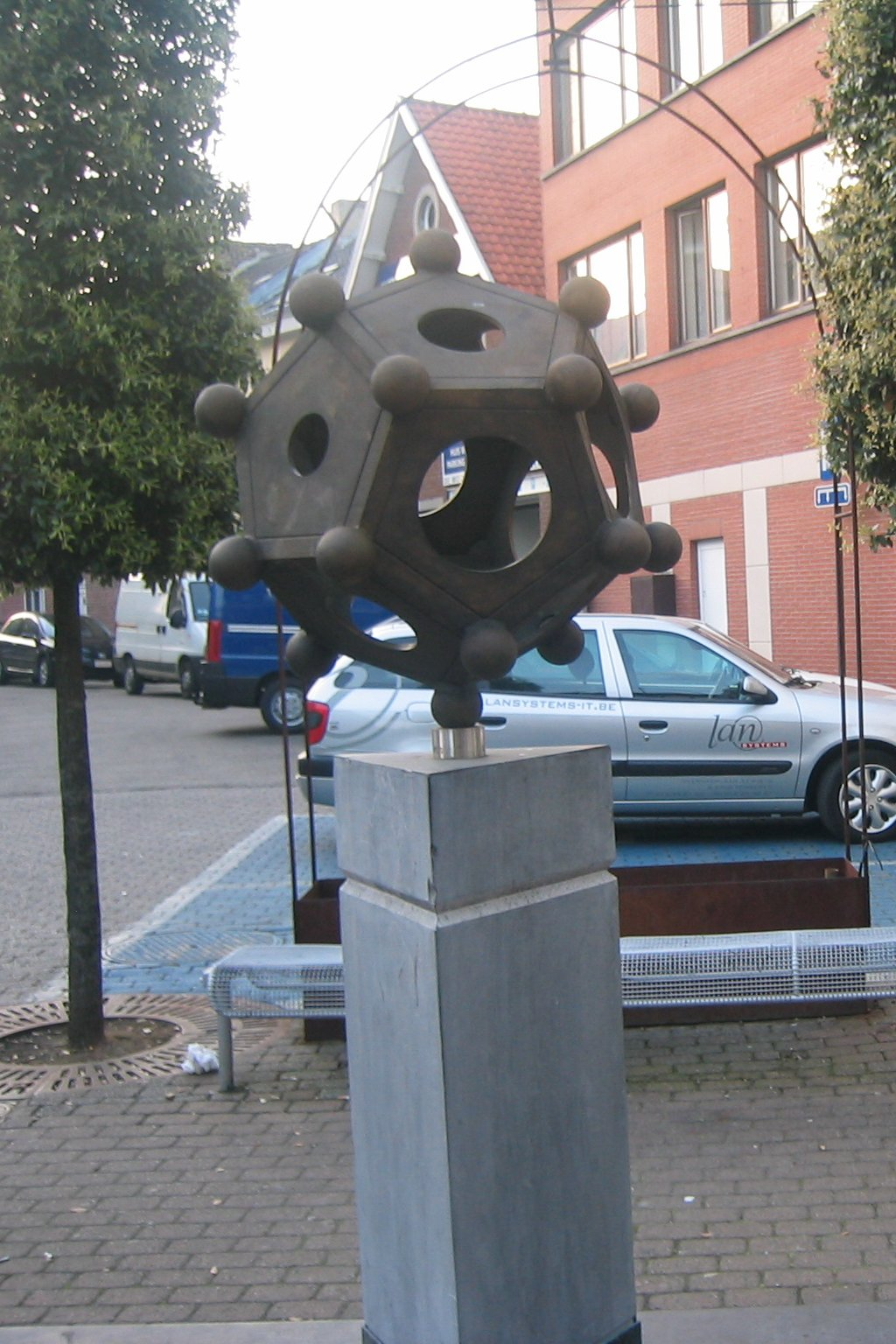
A Dodecahedron

- A begina rendház az UNESCO világörökség része 1998-tól (ld. pl.:, )
- A harangtorony szintén az UNESCO világörökség része 1999-től[5]
- A tongereni bazilika (Onze-Lieve-Vrouwe Basiliek) területén folytatott ásatások[6] Flandriában egyedülállóan gazdag leleteket tártak fel a város római kori és középkori történelmével kapcsolatban. Ld. pl.:, )
- A Gallo-román múzeumban kelta aranytárgyak, római kori üvegedények, Meroving-kori ékszerek, illetve a Dodecahedron, egy szokatlan gallo-román maradvány, találhatók.[7][8]
- Az i. sz. 2. század-ban épült római falnak több mint 1500 méteres maradványa ma is látható, akárcsak a középkori városfal fennmaradt részei.

## Képek a városból

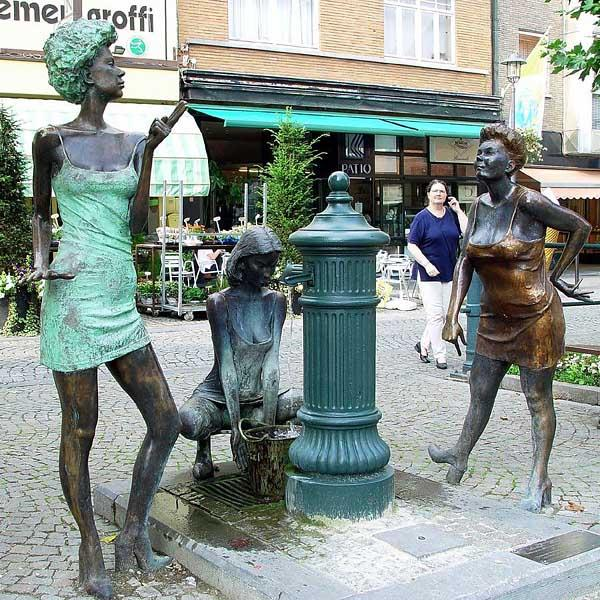
Púmpkëskal
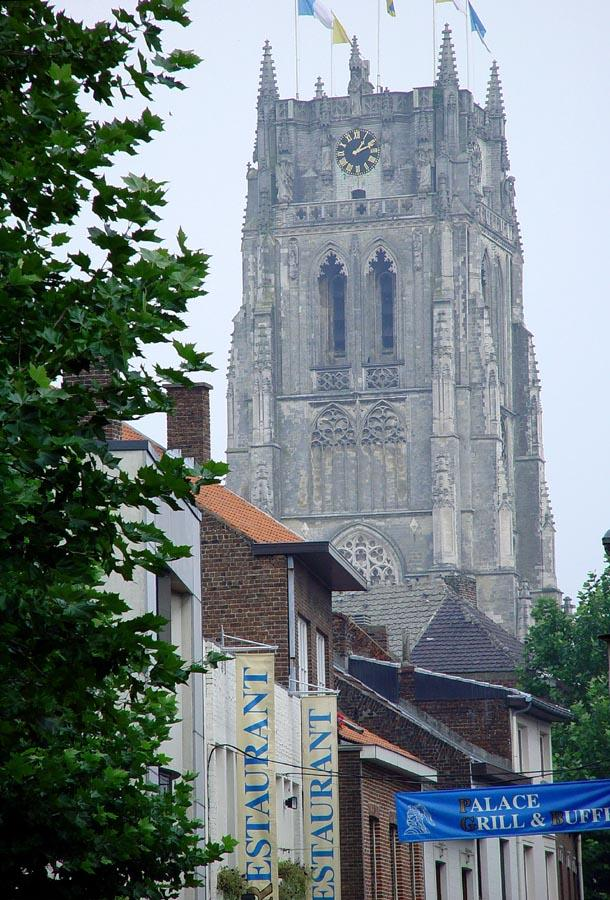
Az Onze-Lieve-Vrouw Basiliek
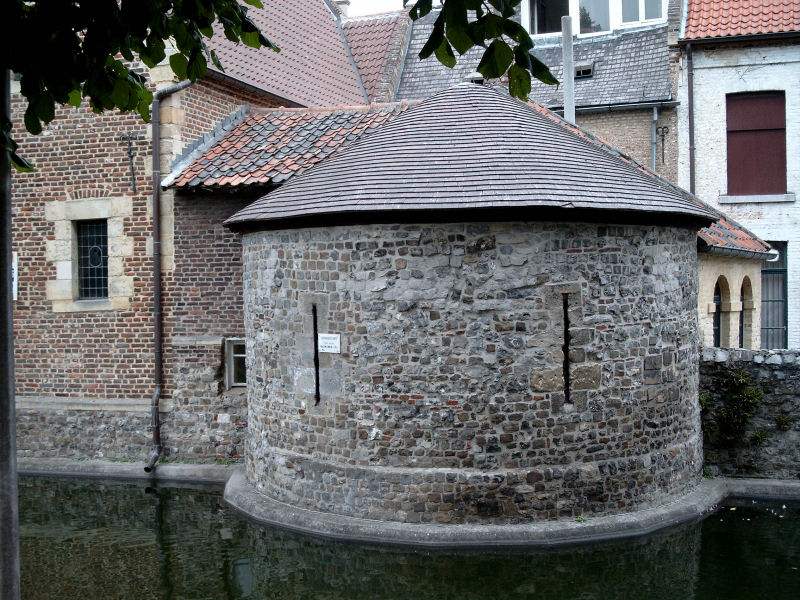
A Lakenmakerstoren
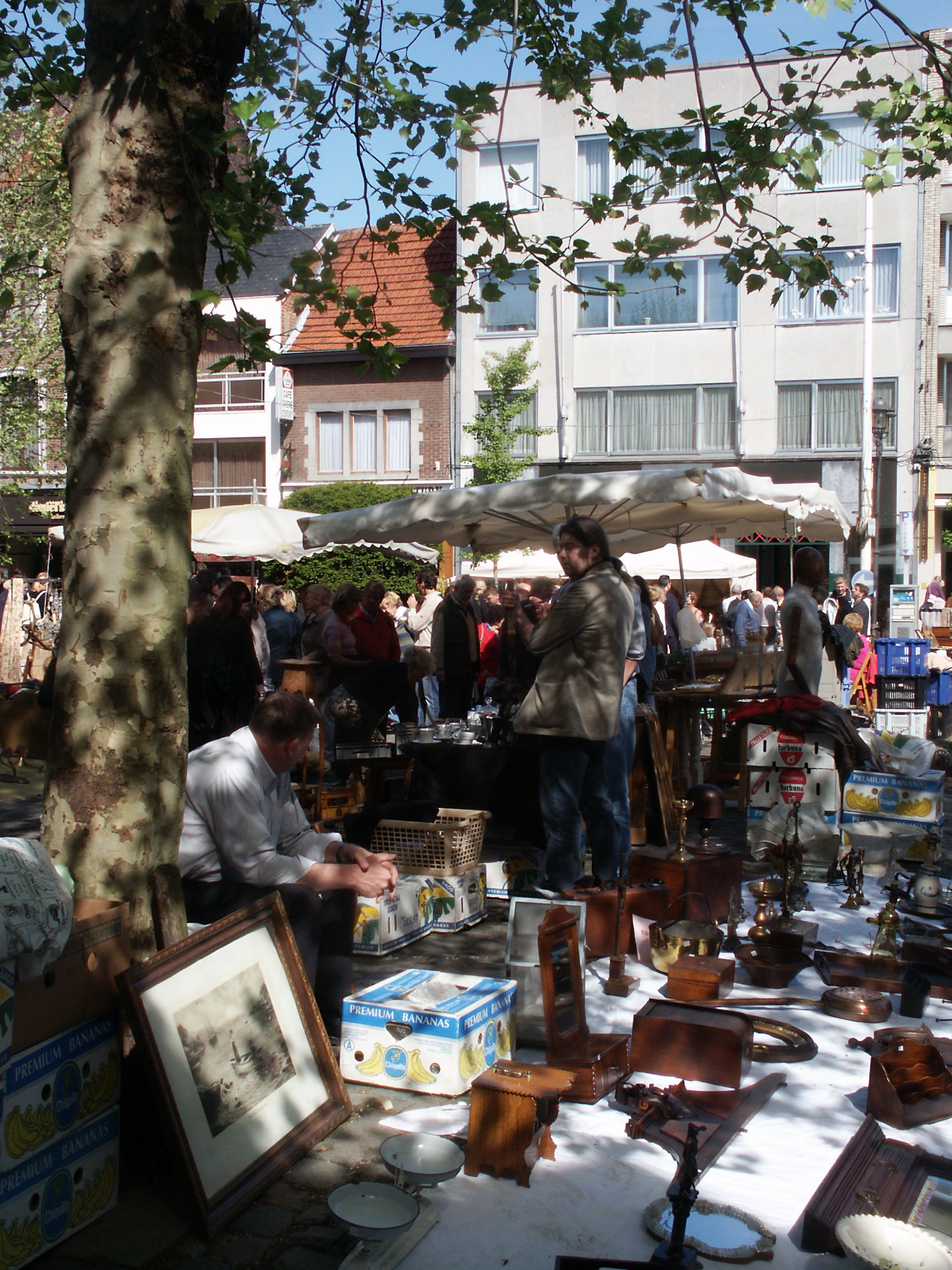
Régiség- és bolhapiac
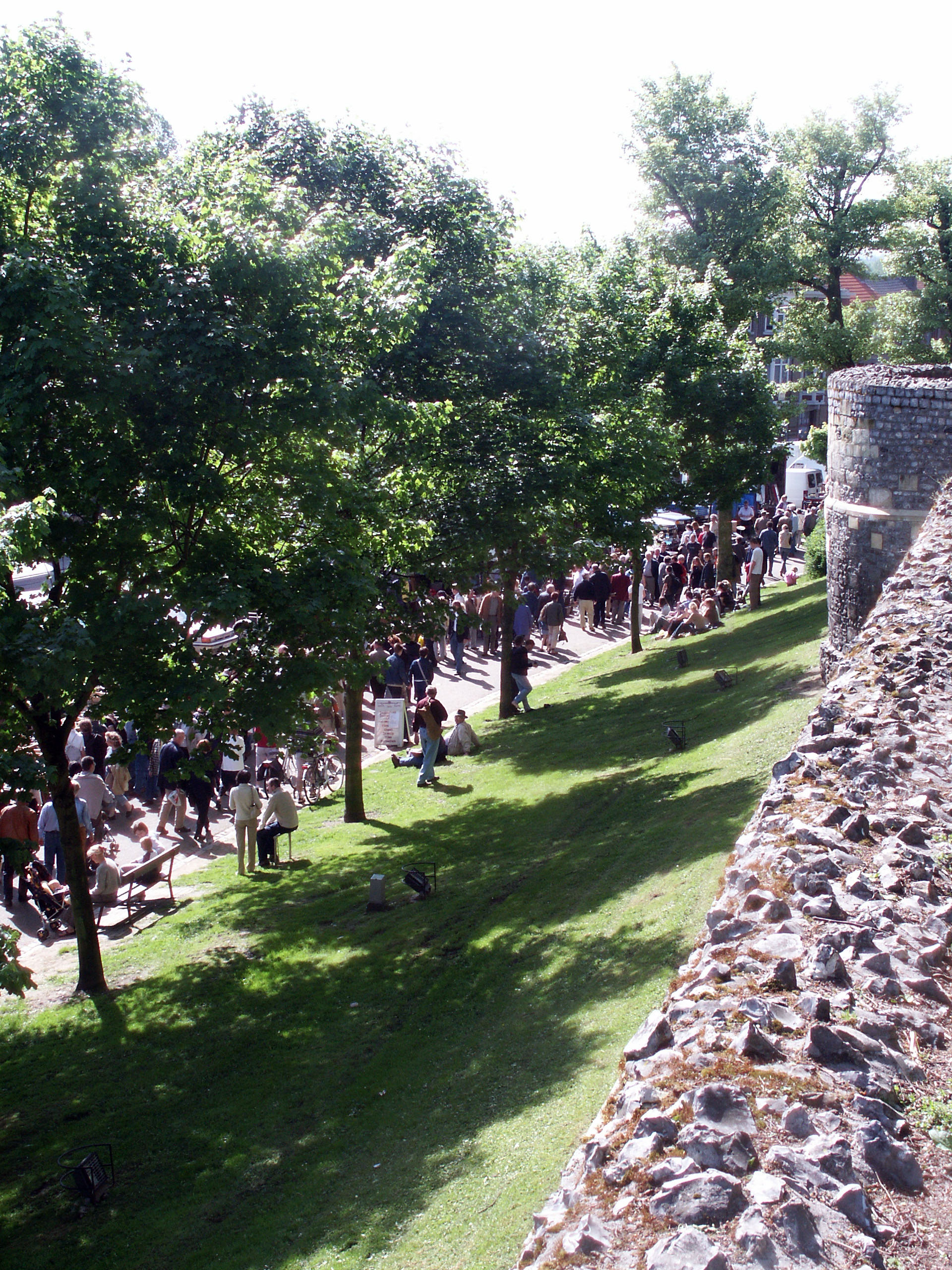
A római kori városfal maradványa
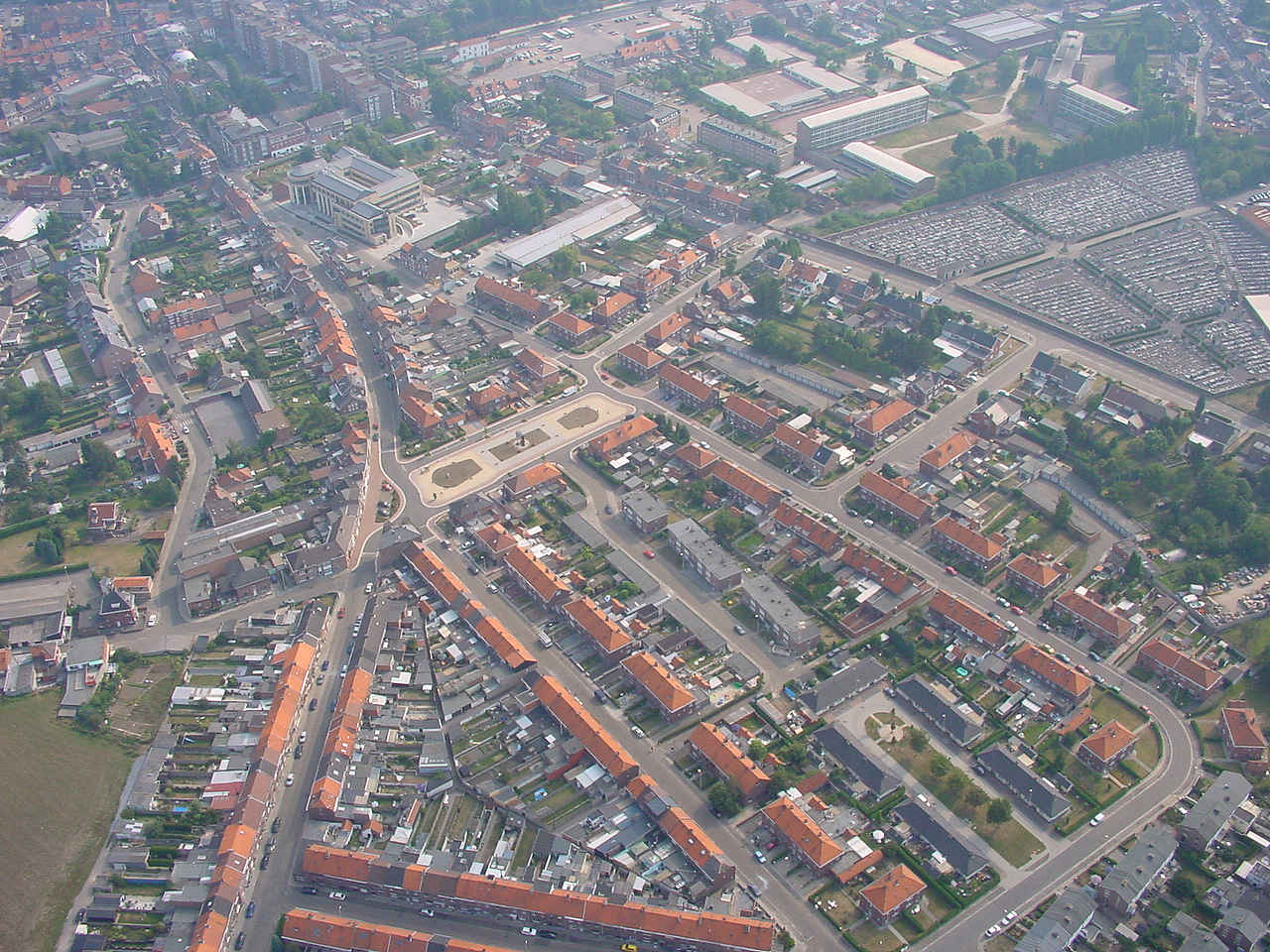
Tongeren a levegőből
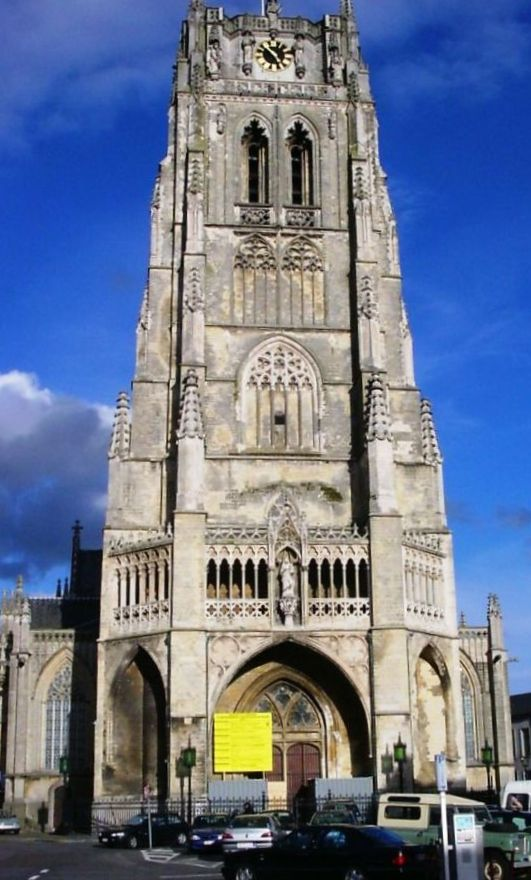
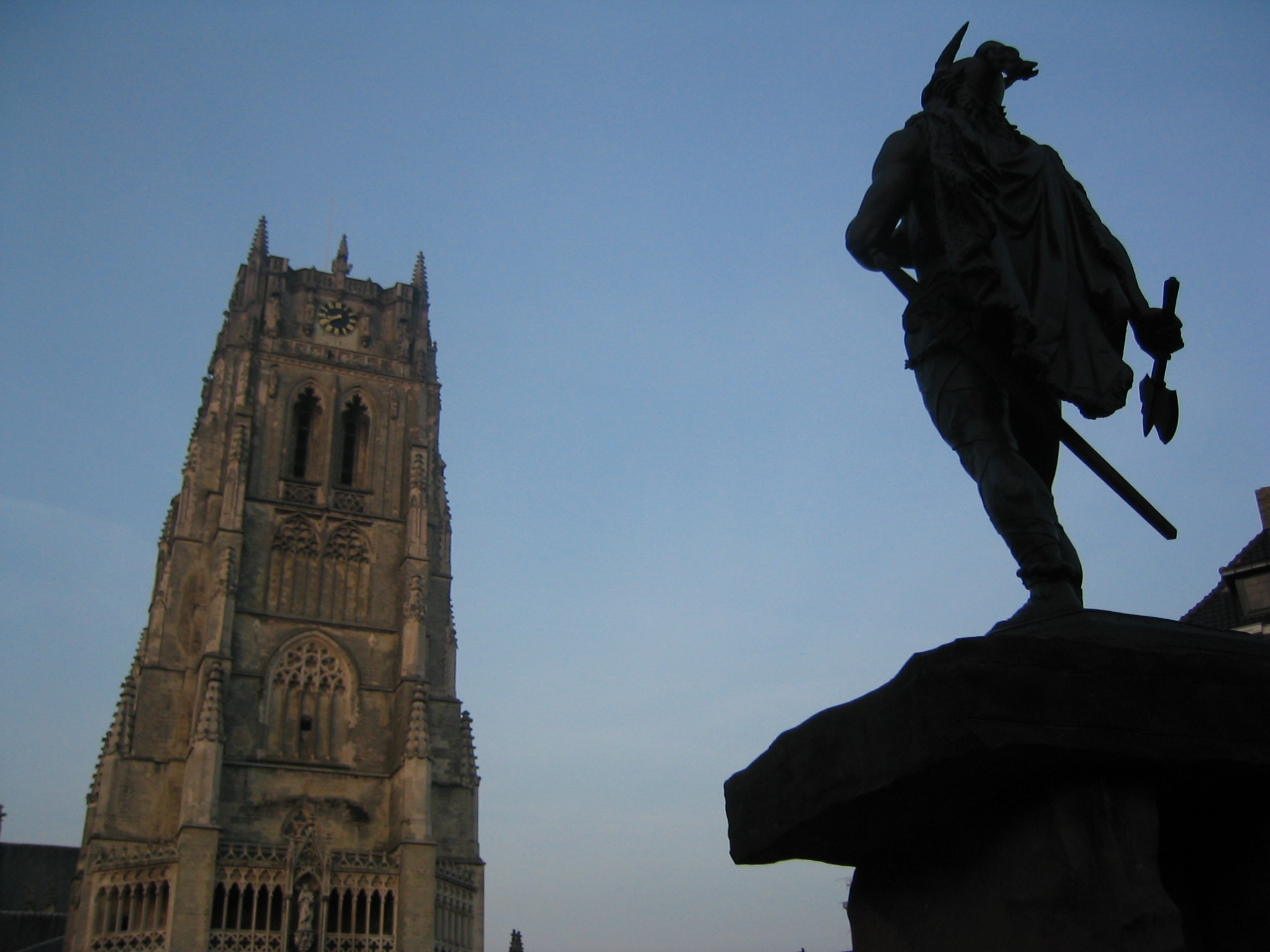
A bazilika és Ambiorix szobra

## Híres lakosok
- Ambiorix, az eburó törzs vezetője, aki fellázadt Julius Caesar ellen; bár szobra a város főterén látható, igazából semmilyen információ nem maradt fenn kinézetéről, hiszen csak Caesar említi saját művében, a De Bello Gallicóban. Halálának ideje és helye ismeretlen.
- Szent Szerváciusz, Tongeren első püspöke, és a németalföldi területek első keresztény hittérítője)
- Szent Helier, remete és Jersey szigetének védőszentje (6. sz.)

## Külső hivatkozások
- A város hivatalos honlapja  - holland
- Tongeren a római korban Archiválva 2013. április 30-i dátummal a Wayback Machine-ben
- A gallo-román múzeum honlapja